# Zina Garrison
Zina Garrison (n. 16 noiembrie 1963, Houston, Texas, SUA) este o jucătoare de tenis americană, medaliată olimpică. A participat la 2 ediții ale Jocurilor Olimpice (1988, 1992) în care a câștigat o medalie de aur și o medalie de bronz.